# Майданюк, Николай Павлович
Николай Павлович Майданюк (2 марта 1944, Христиновка Киевская область, УССР (ныне Черкасская область Украина)) — украинский и советский тренер по самбо и дзюдо. Мастер спорта СССР по самбо (1967) и вольной борьбе (1968). Заслуженный тренер Украины (1993), судья международной категории (1991) по самбо.

## Биография
Выпускник Херсонского судномеханического техникума (1964). Чемпион Молдавии (1967) и Украины (1971) по самбо, чемпион Украины по вольной борьбе (1968) в весовой категории до 87 кг.
Работал в Херсоне: в 1968—1978 гг. — диспетчером судостроительного завода; в 1979—1999 гг. — старшим тренером по самбо и дзюдо, в 2000—2011 гг. — директором водно-вёсельной базы областной организации спортивного общества «Динамо».
В 1970—1990 годах — помощник государственного тренера сборной команды Украины по самбо. Президент Херсонской областной общественной организации «Федерация спортивного, боевого самбо и дзюдо» (1980—2015).
Подготовил 3 мастера спорта международного класса, 37 мастеров спорта. Среди его воспитанников — Н. Онопченко, И. Панич, Геннадий Сандеровский, победитель первенства СССР среди молодёжи по самбо Ю. Броваренко, чемпион международных турниров по дзюдо, многоразовый чемпион Украины по самбо А. Савлов.